# Anton (Teksas)
Anton je grad u američkoj saveznoj državi Teksas. Prema popisu stanovništva iz 2010. u njemu je živjelo 1.126 stanovnika.